# 이경근 (유도 선수)
이경근(李璟根, 1962년 11월 7일~)은 대한민국의 은퇴한 유도 선수로 1988년 하계 올림픽 금메달리스트이다.
대구광역시 중구에서 태어나 대구중앙중학교, 계성고등학교를 졸업하였다. 1985년 세계 유도 선수권 대회에서 하프라이이트급에 나가 준우승에 그쳤다.
3년 후, 서울 올림픽에서는 결승전에서 폴란드의 야누시 파브워프스키를 꺾고 금메달 획득에 성공하였다.

## 학력
- 대구초등학교 졸업
- 대구중앙중학교 졸업
- 계성고등학교 졸업
- 영남대학교 졸업